# Vuelta a Colombia 1961
La 11.ª edición de la Vuelta a Colombia tuvo lugar entre el 27 de mayo y el 11 de junio de 1961. El caldense Rubén Darío Gómez del equipo Pereira se coronó por segunda vez como campeón de la Vuelta con un tiempo de 65 h, 59 min y 14 s.

## Equipos participantes
| Equipo                       | Categoría  |
| ---------------------------- | ---------- |
| Antioquia A                  | Aficionado |
| Antioquia B                  | Aficionado |
| Armenia                      | Aficionado |
| Boyacá                       | Aficionado |
| Córdoba                      | Aficionado |
| Cundinamarca A               | Aficionado |
| Cundinamarca B               | Aficionado |
| Cundinamarca C               | Aficionado |
| Cundinamarca D               | Aficionado |
| España                       | Aficionado |
| Huila                        | Aficionado |
| Independiente (Cundinamarca) | Aficionado |
| Independiente (Valle)        | Aficionado |
| Meta                         | Aficionado |
| Nariño                       | Aficionado |
| Norte de Santander           | Aficionado |
| Pereira                      | Aficionado |
| Santander                    | Aficionado |
| Tolima                       | Aficionado |
| Valle A                      | Aficionado |

## Etapas
| Etapa      | Fecha       | Recorrido            | Distancia (km)   | Ganador                    | Líder                |                  |
| ---------- | ----------- | -------------------- | ---------------- | -------------------------- | -------------------- | ---------------- |
| 1.ª etapa  | 27 de mayo  | Bogotá - El Espinal  | 155              | Gustavo Vásquez            | Gustavo Vásquez      |                  |
| 2.ª etapa  | 28 de mayo  | El Espinal - Armenia | 158              | Rubén Darío Gómez          | Manuel Martín Piñera |                  |
| 3.ª etapa  | 29 de mayo  | Armenia - Tuluá      | 127              | Martín "Cochise" Rodríguez | Manuel Martín Piñera |                  |
| 4.ª etapa  | 30 de mayo  | Tuluá - Manizales    | 179              | Juan Escolá                | Manuel Martín Piñera |                  |
| 5.ª etapa  | 31 de mayo  | Manizales - Pácora   | 111              | Hernán Medina Calderón     | Rubén Darío Gómez    |                  |
| 6.ª etapa  | 1 de junio  | Pácora - Medellín    | 141              | Julio Jiménez Muñoz        | Rubén Darío Gómez    |                  |
| 7.ª etapa  | 2 de junio  | Medellín - Riosucio  | 160              | Rubén Darío Gómez          | Rubén Darío Gómez    |                  |
| 8.ª etapa  | 3 de junio  | Riosucio - Pereira   | 114              | Julio Jiménez Muñoz        | Rubén Darío Gómez    |                  |
| 9.ª etapa  | 4 de junio  | Pereira - Cali       | 228              | Julio Jiménez Muñoz        | Rubén Darío Gómez    |                  |
|            | 5 de junio  | Descanso en Cali     | Descanso en Cali | Descanso en Cali           | Descanso en Cali     | Descanso en Cali |
| 10.ª etapa | 6 de junio  | Cali - Sevilla       | 161              | Ángel Guardiola            | Rubén Darío Gómez    |                  |
| 11.ª etapa | 7 de junio  | Sevilla - Ibagué     | 165              | Julio Jiménez Muñoz        | Rubén Darío Gómez    |                  |
| 12.ª etapa | 8 de junio  | Ibagué - Guamo       | 89 (CRI)         | Manuel Martín Piñera       | Rubén Darío Gómez    |                  |
| 13.ª etapa | 9 de junio  | Guamo - Neiva        | 141              | Roberto Buitrago           | Rubén Darío Gómez    |                  |
| 14.ª etapa | 10 de junio | Neiva - Girardot     | 178              | Parménides Guerrero        | Rubén Darío Gómez    |                  |
| 15.ª etapa | 11 de junio | Girardot - Bogotá    | 133              | Ángel Guardiola            | Rubén Darío Gómez    |                  |

## Clasificaciones finales

### Clasificación general
Los diez primeros en la clasificación general final fueron:
| Clasificación general |                            |                |                   |
| Ciclista              | Ciclista                   | Equipo         | Tiempo            |
| --------------------- | -------------------------- | -------------- | ----------------- |
| 1.º                   | Rubén Darío Gómez          | Pereira        | 65 h 59 min 14 s  |
| 2.º                   | Hernán Medina Calderón     | Antioquia A    | + 7 min 15 s      |
| 3.º                   | Roberto Buitrago           | Cundinamarca A | + 34 min 01 s     |
| 4.º                   | Julio Jiménez Muñoz        | España         | + 39 min 15 s     |
| 5.º                   | Pablo Enrique Hernández    | Pereira        | + 48 min 57 s     |
| 6.º                   | Martín "Cochise" Rodríguez | Antioquia A    | + 56 min 36 s     |
| 7.º                   | Octavio Olarte             | Antioquia B    | + 1 h 05 min 22 s |
| 8.º                   | Ariel Betancourt           | Pereira        | + 1 h 33 min 59 s |
| 9.º                   | Luis Alberto Muñoz         | Antioquia B    | + 1 h 36 min 14 s |
| 10.º                  | José Lubín Maya            | Antioquia A    | + 1 h 38 min 55 s |

### Clasificación de la montaña
| Clasificación de la montaña |                        |             |        |
| Ciclista                    | Ciclista               | Equipo      | Puntos |
| --------------------------- | ---------------------- | ----------- | ------ |
| 1.º                         | Rubén Darío Gómez      | Pereira     | 36     |
| 2.º                         | Julio Jiménez Muñoz    | España      | 33     |
| 3.º                         | Hernán Medina Calderón | Antioquia A | 28     |

### Clasificación por equipos
| Clasificación por equipos |             |                   |
| Equipo                    | Equipo      | Tiempo            |
| ------------------------- | ----------- | ----------------- |
| 1.º                       | Pereira     | 200 h 20 min 38 s |
| 2.º                       | Antioquia A | + 19 min 50 s     |
| 3.º                       | Antioquia B | + 2 h 50 min 26 s |